# A Medal for Benny
A Medal for Benny é um filme estadunidense de 1945, do gênero comédia dramática, dirigido por Irving Pichel e estrelado por Dorothy Lamour e Arturo de Cordova. Sátira à hipocrisia reinante nas pequenas cidades, o filme teve a colaboração de John Steinbeck no roteiro, que recebeu uma indicação ao Oscar.
A crítica fez justiça à excelente atuação de Dorothy, que não canta nem usa sarongue, mas os maiores elogios vão para o respeitado J. Carrol Naish,  que recebeu o Golden Globe da Associação de Correspondentes Estrangeiros de Hollywood e também sua segunda indicação ao Oscar de Ator Coadjuvante (a primeira foi em 1944, por Sahara, um filme de guerra estrelado por Humphrey Bogart).

## Sinopse
Estamos na Segunda Guerra Mundial. Na pequena e fictícia Pantera, Califórnia, Lolita Sierra, enquanto é cortejada por Joe Morales, aguarda o retorno de Benny Martin, que se alistou no Exército depois de ser expulso da cidade pelos cidadãos locais, por mau comportamento. Um dia chega a notícia de que Benny morreu em combate e que deverá receber uma medalha póstuma pelo seu heroísmo. Imediatamente, aqueles que o expulsaram passam a tratá-lo como se sempre o tivessem amado e respeitado. Somente Lolita e Charley, o pai pobre de Benny, recusam-se a fazer parte da tramoia.

## Elenco
| Ator/Atriz         | Personagem       |
| ------------------ | ---------------- |
| Dorothy Lamour     | Lolita Sierra    |
| Arturo de Cordova  | Joe Morales      |
| J. Carrol Naish    | Charley Martin   |
| Mikhail Rasumny    | Raphael Catalina |
| Fernando Alvarado  | Chito Sierra     |
| Frank McHugh       | Edgar Lovekin    |
| Rosita Moreno      | Toodles Castro   |
| Grant Mitchell     | Prefeito         |
| Douglass Dumbrille | General          |

## Principais premiações
| Prêmio       | Categoria                                                          | Situação |
| ------------ | ------------------------------------------------------------------ | -------- |
| Oscar        | Melhor Ator Coadjuvante (J. Carrol Naish) Melhor História Original | Indicado |
| Golden Globe | Melhor Ator Coadjuvante (J. Carrol Naish)                          | Vencedor |